# Флуоресцентни поларизациони имуноесеј
Флуоресцентни поларизациони имуноесеј (ФПИА) је хомогени имуноесеј који се користи за брзо и тачно откривање антитела или антигена у узорку. ФПИА је класа ин витро биохемијског теста који се састоји од једноставне методе припреме и очитавања, без захтева за кораке раздвајања или прања.
У ФПИА тесту флуоресцентне сонде се користе за обележавање антитела. Биолошки узорци који садрже антиген од значаја инкубирају се са флуоресцентно обележеним антителом. Интензитет флуоресценције добијеног комплекса антиген-антитело се потом мери да би се квантификовао циљни антиген.

## Историја
Флуоресценцијску поларизацију је први приметио Ф. Веигерт 1920. године у експериментима са растворима флуоресцеина, еозина и другим бојама на различитим температурама и вискозностима. Том приликом уочио је да се поларизација повећава са вискозитетом растварача и величином молекула боје, али се смањује са повећањем температуре, и закључио да се поларизација повећава са смањењем покретљивости емитујућих врста.
Од 1925. до 1926. Френсис Перин је детаљно описао квантитативну теорију за поларизацију флуоресценције у више значајних публикација које су остале релевантне до данас.  Од Периновог доприноса, техника је усаврђена пасе користила за од одређивање изотерми везивања под строго контролисаним параметрима, до проучавања интеракција везивања антиген-антитело, малих молекула-протеина и хормонских-рецептора.
Имунолошки тест флуоресцентне поларизације је први пут описан и коришћен 1960-их.  Компетитивна хомогена карактеристика је омогућила да се имуноесеј флуоресцентне поларизације аутоматизује много лакше него друге технике имуноесеја као што су радиоимуни тестови или ензимски имуноесеји.
Упркос томе што је настала као метода за студије директних интеракција, ова техника је усвојена као скрининг високе пропусности (ХТС) од средине 1990-их како би се олакшао процес откривања лека проучавањем сложених ензимских интеракција.

## Примена
ФПИА се појавио као одржива техника за квантификацију малих молекула у смешама, укључујући: 
- пестициде,[5]
- микотоксине[6] у храни,
- фармацеутска једињења у отпадној води,[7]
- метаболите у урину и серуму који указују на употребу дрога (канабиноиди, амфетамини , барбитурати, кокаин, бензодиазепини, метадон, опијата ПЦП),
- разне токсине малих молекула,[8][9]
- анализу интеракције хормон-рецептор.[10]
- детекцију антитела на Brucella abortus у серуму и млеку, пружајући по први пут брзи примарни тест везивања који је исплатив за употребу на терену.[10]

## Принцип теста
Принцип теста је да флуоресцентна боја (закачена за антиген или фрагмент антитела) може бити побуђена равним поларизованим светлом на одговарајућој таласној дужини. По правилу, мали молекул се у раствору ротира брже од већег молекула. Брзина ротације се може проценити мерењем интензитета светлости у вертикалној и хоризонталној равни. Генерално, време које је потребно молекулу да се окрене кроз дати угао је показатељ његове величине. Када је мали молекул који се брзо ротира везан за већи молекул, брзина ротације се смањује и ово смањење се мери. Пошто је то примарна интеракција антиген-антитело, брзина реакције је веома брза и обично се резултат може добити за неколико минута.